# 前野えま
前野 えま（まえの えま、2003年6月21日 - ）は、日本の女優、元アイドル、ディスカバリー・ネクスト所属。

## 略歴
- 2015年、ベリーベリープロダクション加入[1]。
- 2016年10月、ミラクルキャンディーベリー結成。ピンク担当。
- 2018年5月、前野えま (@maeno_ema) - X（旧Twitter）を始める。
- 2018年11月、前野えま (@maeno_ema) - Instagramを始める。
- 2019年3月31日、ミラクルキャンディーベリーが全メンバー卒業し実質解散。
- 2019年3月、FAVO♡結成、Red担当。
- 2020年4月7日、未明に19日付けでのFAVO♡解散が発表される[2]。同日、個人SNSにて所属事務所ベリーベリープロダクションを退社すると発表（退社時期不明）[3]。
- 2020年11月27日、SNSにてディスカバリー・ネクスト所属を発表[4][5]。

## 人物
趣味は歌・猫とあそぶこと・ヨガ、特技はクラシックバレエ・書道２段、好きな言葉はこつこつ、好きな食べ物はマカロン、好きな映画は「パコと魔法の絵本」、飼っているペットは猫

## 出演

### 舞台
- 舞台「時空警察SIG-RAIDER 彷徨～エトランジェ～」（2021年1月16日 - 24日、シアターグリーンBIG TREE THEATER）- 蒼玉めいり（時空刑事メイリー） 役[7]
- 「時空警察SIG-RAIDER 彷徨～エトランジェ～」トークショー同窓会（2021年4月30日【緊急事態宣言により中止】、パフォーミングギャラリー＆カフェ『絵空箱』）[8]
- ぶたのちょきんばこ第三回公演『いつかの日まで』（2022年9月7日 - 11日、中野ザ・ポケット）[9] - 瑞穂 役
- カプセル兵団舞台『うしおととら』（2022年8月18日 - 21日、新宿シアターサンモール）- 井上真由子 役[10]
- ぶたのちょきんばこ第四回公演『風間四兄弟妹』(2023年9月27日～10月1日、テアトルBONBON)[11] - 風間遥香 役

### ドラマ
- フジコ（2015年11月13日、Hulu・J:COM）[12]
- 嵐の涙〜私たちに明日はある〜 4週 - 6週（2016年2月22日 - 3月11日、東海テレビ） - 白井ゆり 役[13]
- ハロー張りネズミ 第1話（2017年7月14日、TBS） - 櫻井萌香 役[14]
- 先に生まれただけの僕 第6話（2017年11月18日、日本テレビ）[15]
- Q&A（2018年3月24日、テレビ朝日）
- シグナル 長期未解決事件捜査班 チェインストーリー第5.5話（2018年5月8日、関西テレビ・フジテレビ） - さやか 役[16]
- 家政夫のミタゾノ 第2シリーズ 最終回（2018年6月8日、テレビ朝日） - 五味夏海 役[17]
- この恋あたためますか 第1話（2020年10月20日、TBS） - 女子高生 役
- ネメシス 第4話（2021年5月2日、日本テレビ） - 中居ふみ 役[18][19]
- NHK Eテレ 海外ドラマ「ファースト・デイ　わたしはハナ！」（2021年6月4日 - 全4回、Eテレ / 配信：NHK for School[20]） - ナタリー（声） 役[21]
- NHK Eテレ 海外ドラマ「ファースト・デイ２」（2022年10月16日 - 全4回、Eテレ） - ナタリー（声）役[22]
- 女王様に捧ぐ薬指  王様に捧ぐ薬指のParaviオリジナルストーリー第5話（2023年6月13日、TBS） - 井原奈緒 役
- トクメイ!警視庁特別会計係（2023年10月16日 - 12月25日、関西テレビ・フジテレビ） - 阿久津美和 役
- 顔に泥を塗る 第2話（2024年7月20日、テレビ朝日）
- 連続テレビ小説 おむすび（2024年11月21日 - 、NHK） - 田中茜 役[23]

### 映画
- 映画「スキャナー　記憶のカケラをよむ男」（2016年4月29日）- エリカ 役[24]
- 映画「クロス」（2017年7月1日）- 平山聖羅 役[25]
- 映画「初恋ロスタイム」（2019年9月20日）[26]
- 映画「禁じられた遊び」（2023年9月8日）- 看護師 役

### テレビ
- 「東京クラッソ!#98博物館」（2016年2月20日、MX）
- 「痛快TV スカッとジャパン」#82『ムカッとモンスター⑤～フードコート編～』（2017年2月20日、フジテレビ）- 佐々木姫奈 役[27]
- 「開運音楽堂」（2017年5月20日、TBS）
- 「革命！アイドル塾」（2017年6月23日、チバテレビ）[28]
- 「痛快TVスカッとジャパン」 #148 『こんな女は嫌われるシリーズ』（2018年11月26日、フジテレビ）[29] - 高橋葉月 役
- 「痛快TVスカッとジャパン」 #170 『ファミリースカッと～父が迎えに来る理由』（2019年6月17日、フジテレビ）- 望月奈緒 役[30][31]
- 「全力坂」（2021年1月20日、テレビ朝日)[32]
- NHK Eテレ「漢字ふむふむ」[33]　OA：7月18日(火)23:15~23:20、再放送：7月19日(水)6:20~6:25 - 陳淑梅 役

### DVD
- 矢野通プロデュースDVD　Y・T・R！V・T・R！第5弾「おとなの社会科見学」新日本プロレスリング（2017年2月8日）[34]

### 雑誌
- 『日本で活躍するアジア最終少女』「これから来る最終少女30人」（2016年3月28日、ぴあMOOK）
- 『月刊少年チャンピオン6月号』「美少女通信」（2016年5月6日）- 単独インタビュー
- 「注目の子役」（2016年5月6日、スポニチ）

### インターネットメディア
- 私立キュン2学園中等部（2017年4月20日 - ）[35]
- 「アイドルにさせといて！」（2017年11月12日 - 2020年2月16日）- レギュラー[36]
- いきなり突撃クイズ！ 前野えま 編（2019年04月12日）[37]

### ソロ出演
- 渋谷アイドル劇場「前野えまソロ公演」（2020年2月2日）[38] ※前野えま初のソロ公演、「渋谷アイドル劇場」及び「東京アイドル劇場」におけるソロ公演最大動員数を更新[39]

### CM
- 家庭教師のトライ （2021年6月・7月）[40][41]
- ONE PIECEカードゲーム のめりこむ頂上決戦篇（2022年10月）[42]
- 西松建設CM「西松くん登場」篇（2023年4月）[43][44]
- 牛角CM「牛角激ウマ」篇（2023年10月）
- 牛角CM「やるな！牛角」篇（2024年7月）

### その他
- 映画『クロス』プレミア試写会 登壇 （2017年6月14日）[45]
- 「生テレ“ご褒美”グラビア＆インタビュー」（2017年9月11日、ザテレビジョン）[46]
- 「いちごアソシエイツ2018 Berry」- ファイナリスト[47]
- 島村楽器「ギタトレ」メディア発表会 （2018年9月13日）[48]
- ハロー！好きの現役アイドルによるイベント「なんてったってハロプロ vol.32」（2019年5月11日）[49]
- なんてったってハロプロトーク vol.4 ライブ配信 （2020年8月2日）[50]
- 緑黄色社会『ずっとずっとずっと』Official Video（2021年）[51]

## 書籍

### デジタル写真集
- はじめまして左から読んでも右から読んでも前野えまです！（2024年9月5日、集英社［YJ PHOTO BOOK］、撮影：Takeo Dec.）[52]
- ひだまりの音色（2025年1月27日、集英社［週プレ PHOTO BOOK］、撮影：カノウリョウマ）[53]